# Братлборо

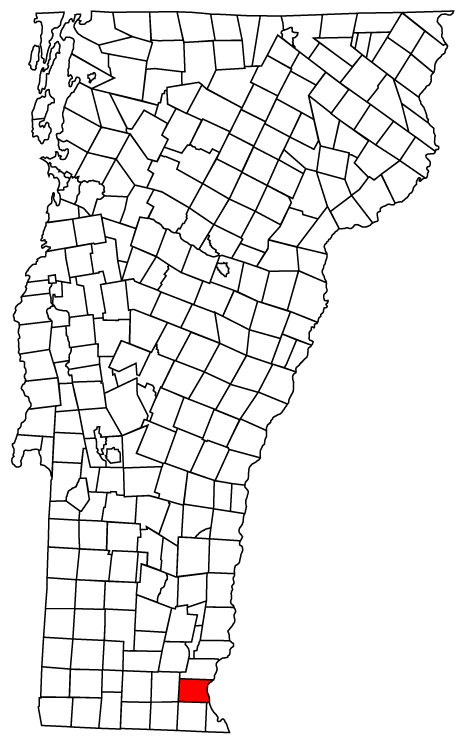
Братлборо, Вермонт

Братлборо (англ. Brattleboro) — город в округе Уиндем, штат Вермонт, США. Согласно данным переписи населения США 2010 года, население города составляет 12 046 человек.

## История
Современный город расположен на землях, которые до прихода европейцев были местом обитания индейского племени абенаков.
Братлборо был основан 27 декабря 1723 года, как форт для защиты колонии Массачусетс-Бэй от нападения воинственных индейских племён. Название города связано с именем полковника Уильяма Брэттла, являвшегося основным собственником земли в тех местах.
В 1956 году город был награждён премией «All-America City Award» (с англ. — «Всеамериканский город») присуждаемой Национальной гражданской лигой, которую неофициально называют «Нобелевской премией за конструктивное гражданство» и которая выдается за активную гражданскую позицию жителей некорпоративных сообществ Соединённых Штатов в жизни местного самоуправления.

## География
Город находится в юго-восточной части штата, на правом берегу реки Коннектикут, на расстоянии приблизительно 150 километров к югу от Монтпилиера, административного центра штата. Абсолютная высота — 90 метров над уровнем моря.

Согласно данным бюро переписи населения США, площадь территории города составляет 84 км², из которых, 82,9 км² приходится на сушу и 1,1 км² (то есть 1,3 %) на водную поверхность.

## Демография
По данным переписи населения 2000 года в Братлборо проживало 12 005 человек, 2880 семей, насчитывалось 5364 единицы домашних хозяйств и 5686 жилых домов. Средняя плотность населения составляла около 144,9 человек на один квадратный километр.

Расовый состав города по данным переписи распределился следующим образом: 94,06 % белых, 1,13 % — афроамериканцев, 0,26 % — коренных американцев, 1,67 % — азиатов, 0,04 % — выходцев с тихоокеанских островов, 2,28 % — представителей смешанных рас, 0,55 % — других народностей. Испаноговорящие составили 1,67 % от всех жителей города.

Из 5364 домашних хозяйств в 27,2 % — воспитывали детей в возрасте до 18 лет, 37,8 % представляли собой совместно проживающие супружеские пары, в 12,8 % семей женщины проживали без мужей, 46,3 % не имели семей. 37,8 % от общего числа семей на момент переписи жили самостоятельно, при этом 13,3 % составили одинокие пожилые люди в возрасте 65 лет и старше. Средний размер домашнего хозяйства составил 2,15 человек, а средний размер семьи — 2,84 человека.

Население города по возрастному диапазону по данным переписи 2000 года распределилось следующим образом: 22,3 % — жители младше 18 лет, 6,6 % — между 18 и 24 годами, 29,2 % — от 25 до 44 лет, 25,3 % — от 45 до 64 лет и 16,6 % — в возрасте 65 лет и старше. Средний возраст жителей составил 40 лет. На каждые 100 женщин в Братлборо приходилось 84 мужчины, при этом на каждые сто женщин 18 лет и старше приходилось 79,9 мужчин также старше 18 лет.

Средний доход на одно домашнее хозяйство в городе составил 31 997 долларов США, а средний доход на одну семью — 44 267 доллара. При этом мужчины имели средний доход в 31001 доллар США в год против 25 329 долларов среднегодового дохода у женщин. Доход на душу населения в городе составил 19 554 долларов в год. 9,2 % от всего числа семей в городе и 13,1 % от всей численности населения находилось на момент переписи населения за чертой бедности, при этом 18 % из них были моложе 18 лет и 9,2 % — в возрасте 65 лет и старше.

## В культуре
Город упоминается в повести Говарда Филиппса Лавкрафта «Шепчущий во тьме».

## Известные уроженцы
- Джоди Уильямс — активистка и преподаватель, лауреат Нобелевской премии мира 1997 года.
- Билл Кох — лыжник, призёр Олимпийских игр и чемпионата мира, обладатель Кубка мира.
- Ричард Моррис Хант — архитектор.
- Питер Шамлин — политик, 81-й губернатор штата Вермонт.
- Джоджо — певица в стилях поп и R&B.